# Meru South
För andra betydelser, se Meru (olika betydelser).
Meru South, även känt som Nithi, var ett av Kenyas administrativa distrikt, och låg i den tidigare provinsen Östprovinsen. År 1999 hade distriktet 205 451 invånare. Huvudorten var Chuka. Bland andra städer fanns Chogoria. 2010 Slogs det samman med Tharaka och bildade Tharaka-Nithi.